# Тунджели
Ту́нджели (тур. Tunceli, «бронзовая земля») — город и район в провинции Тунджели (Турция), административный центр провинции.

## История
В древности город назывался Калан. Когда после подавления курдского восстания провинция Дерсим в 1936 году была переименована в «Тунджели», то Калан был сделан её столицей и тоже переименован в «Тунджели».